# Lophocoleus iridescens
Lophocoleus iridescens är en fjärilsart som beskrevs av Robinson 1975. Lophocoleus iridescens ingår i släktet Lophocoleus och familjen nattflyn. Inga underarter finns listade i Catalogue of Life.